# Robert F. Kennedy Memorial Stadium
O RFK Stadium (oficialmente Robert F. Kennedy Memorial Stadium) é um estádio de futebol/baseball localizado em Washington, D.C., durante 35 anos foi casa do time de futebol americano Washington Redskins da NFL de 1961 a 1996. do DC United, da MLS de 1996 a 2017 e do Washington Nationals da MLB de 2005 a 2007.

## História

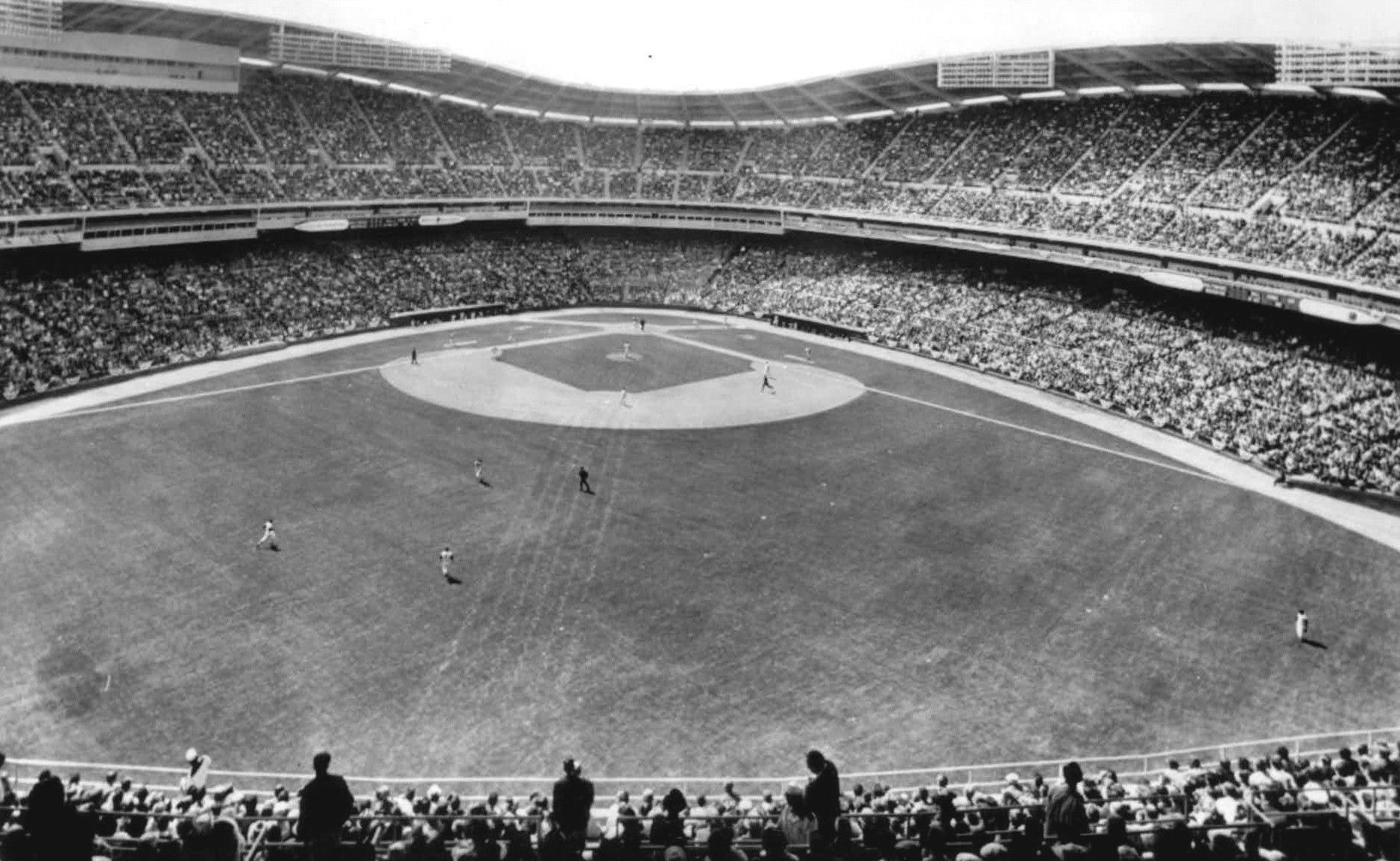
O estádio em 1963.

Inaugurado em 1 de Outubro de 1961 (numa partida entre New York Giants 24-21 Washington Redskins) como D.C. Stadium, recebeu o nome do Senador norte-americano Robert Francis Kennedy em 1969. A capacidade atual do estádio é de 55.672 pessoas (para jogos de futebol/futebol americano) e de 45.596 (para jogos de baseball).
Para converter o campo de baseball para o de futebol/futebol americano e depois, voltar ao campo de baseball são gastos US$ 40.000 dólares. Em 2005, esse processo foi realizado 20 vezes.
O estádio é o 3º mais antigo da Major League Baseball, sendo superado apenas pelo Wrigley Field (Chicago Cubs) e o Fenway Park (Boston Red Sox).
O estádio também recebeu alguns jogos da Copa do Mundo de 1994 e da Copa do Mundo de Futebol Feminino de 2003.

## Jogos da Copa do Mundo de 1994
| 19 de junho de 1994 16:05(horário local)/17:05(horário do Brasil) | Noruega    | 1–0 | México | RFK Stadium, Washington Público: 52,395 Árbitro: Sándor Puhl (Hungria) |
|                                                                   | Rekdal 84' |     |        |                                                                        |

| 20 de junho de 1994 19:35(horário local)/20:35(horário do Brasil) | Países Baixos        | 2–1 | Arábia Saudita | RFK Stadium, Washington Público: 50,535 Árbitro: Manuel Díaz Vega (Espanha) |
|                                                                   | Jonk 50' Taument 86' |     | Amin 18'       |                                                                             |

| 28 de junho de 1994 12:35(horário local)/13:35(horário do Brasil) | Itália      | 1–1 | México     | RFK Stadium, Washington Público: 52,535 Árbitro: Francisco Lamolina (Argentina) |
|                                                                   | Massaro 48' |     | Bernal 57' |                                                                                 |

| 29 de junho de 1994 12:35(horário local)/13:35(horário do Brasil) | Bélgica | 0–1 | Arábia Saudita | RFK Stadium, Washington Público: 52,959 Árbitro: Hellmut Krug (Alemanha) |
|                                                                   |         |     | Al-Owairan 5'  |                                                                          |

| 2 de julho de 1994 16:35(horário local)/17:35(horário do Brasil) | Espanha                                           | 3–0 | Suíça | RFK Stadium, Washington Público: 53,121 Árbitro: Mario van der Ende (Países Baixos) |
|                                                                  | Hierro 15' Luis Enrique 74' Begiristain 86' (pen) |     |       |                                                                                     |

## Jogos da Copa do Mundo de Futebol Feminino de 2003
| 21 de setembro de 2003 12:30(horário local)/13:30(horário do Brasil) | Estados Unidos                | 3–1 | Suécia       | RFK Stadium, Washington Público: 34,144 Árbitro: Zhang Dongqing (China) |
|                                                                      | Lilly 27' Parlow 36' Boxx 78' |     | Svensson 58' |                                                                         |

| 21 de setembro de 2003 15:15(horário local)/16:15(horário do Brasil) | Brasil                         | 3–0 | Coreia do Sul | RFK Stadium, Washington Público: 34,144 Árbitro: Tammy Ogston (Austrália) |
|                                                                      | Marta 14' (pen) Kátia 55', 62' |     |               |                                                                           |

| 24 de setembro de 2003 17:01(horário local)/18:01(horário do Brasil) | Noruega       | 1–4 | Brasil                                     | RFK Stadium, Washington Público: 16,316 Árbitro: Xonam Agboyi (Togo) |
|                                                                      | Pettersen 45' |     | Daniela 26' Rosana 37' Marta 59' Kátia 68' |                                                                      |

| 24 de setembro de 2003 19:45(horário local)/20:45(horário do Brasil) | França     | 1–0 | Coreia do Sul | RFK Stadium, Washington Público: 16,316 Árbitro: Zhang Dongqing (China) |
|                                                                      | Pichon 84' |     |               |                                                                         |

| 27 de setembro de 2003 12:45(horário local)/13:45(horário do Brasil) | França       | 1–1 | Brasil    | RFK Stadium, Washington Público: 17,618 Árbitro: Cristina Babadac (Romênia) |
|                                                                      | Pichon 90+2' |     | Kátia 58' |                                                                             |

| 27 de setembro de 2003 15:30(horário local)/16:30(horário do Brasil) | Argentina  | 1–6 | Alemanha                                                              | RFK Stadium, Washington Público: 17,618 Árbitro: Bola Elizabeth Abidoye (Nigéria) |
|                                                                      | Gaitán 71' |     | Meinert 3', 43' Wiegmann 24' (pen) Prinz 32' Pohlers 89' Müller 90+2' |                                                                                   |

## Galeria

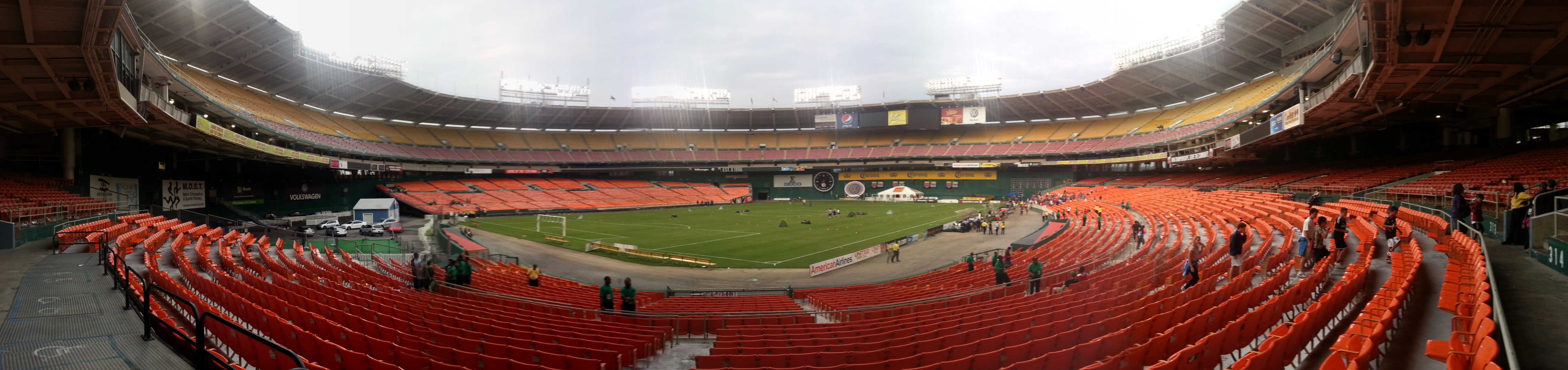
Interior do estádio em 2012.

- Estádio em 1988.
- Interior do estádio em 2005.
- Interior do estádio em 2013.